# Quercus engelmannii
Quercus engelmannii Greene – gatunek roślin z rodziny bukowatych (Fagaceae Dumort.). Występuje naturalnie w północno-zachodnim Meksyku (w stanie Kalifornia Dolna) oraz południowo-zachodnich Stanach Zjednoczonych (w Kalifornii).

## Morfologia

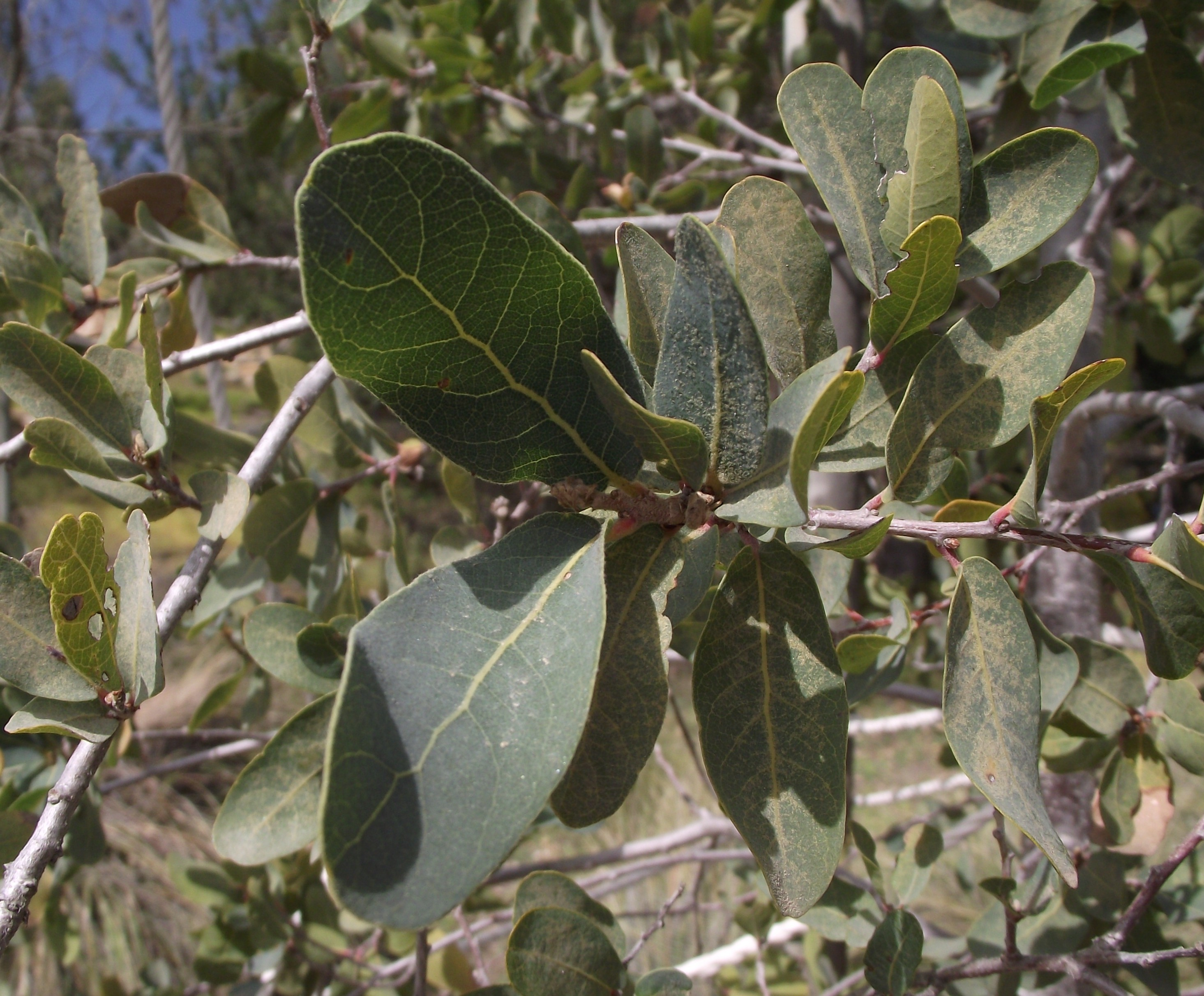
Liście

PokrójCzęściowo zimozielone drzewo dorastające do 10 m wysokości. Kora ma szarą lub białawą barwę.
LiścieBlaszka liściowa ma kształt od lancetowatego do eliptycznego lub podługowatego. Mierzy 3–6 cm długości oraz 1–2 cm szerokości, jest całobrzega, ma nasadę od klinowej do sercowatej i ostry wierzchołek. Ogonek liściowy jest nagi i ma 3–4 mm długości.
OwoceOrzechy zwane żołędziami o kształcie od jajowatego do podługowatego, dorastają do 15–25 mm długości i 12–14 mm średnicy. Osadzone są pojedynczo w miseczkach w kształcie kubka, które mierzą 8–10 mm długości i 10–15 mm średnicy. Orzechy otulone są w miseczkach do 35% ich długości.

## Biologia i ekologia
Rośnie w widnych lasach oraz chaparralu. Występuje na wysokości do 1200 m n.p.m.